# Alexander Czudaj
Alexander Czudaj, född 18 september 2002, är en tysk bobåkare.
Czudaj tog guld i monobob vid olympiska vinterspelen för ungdomar 2020 i Lausanne.